# Zbyslav (Vrdy)

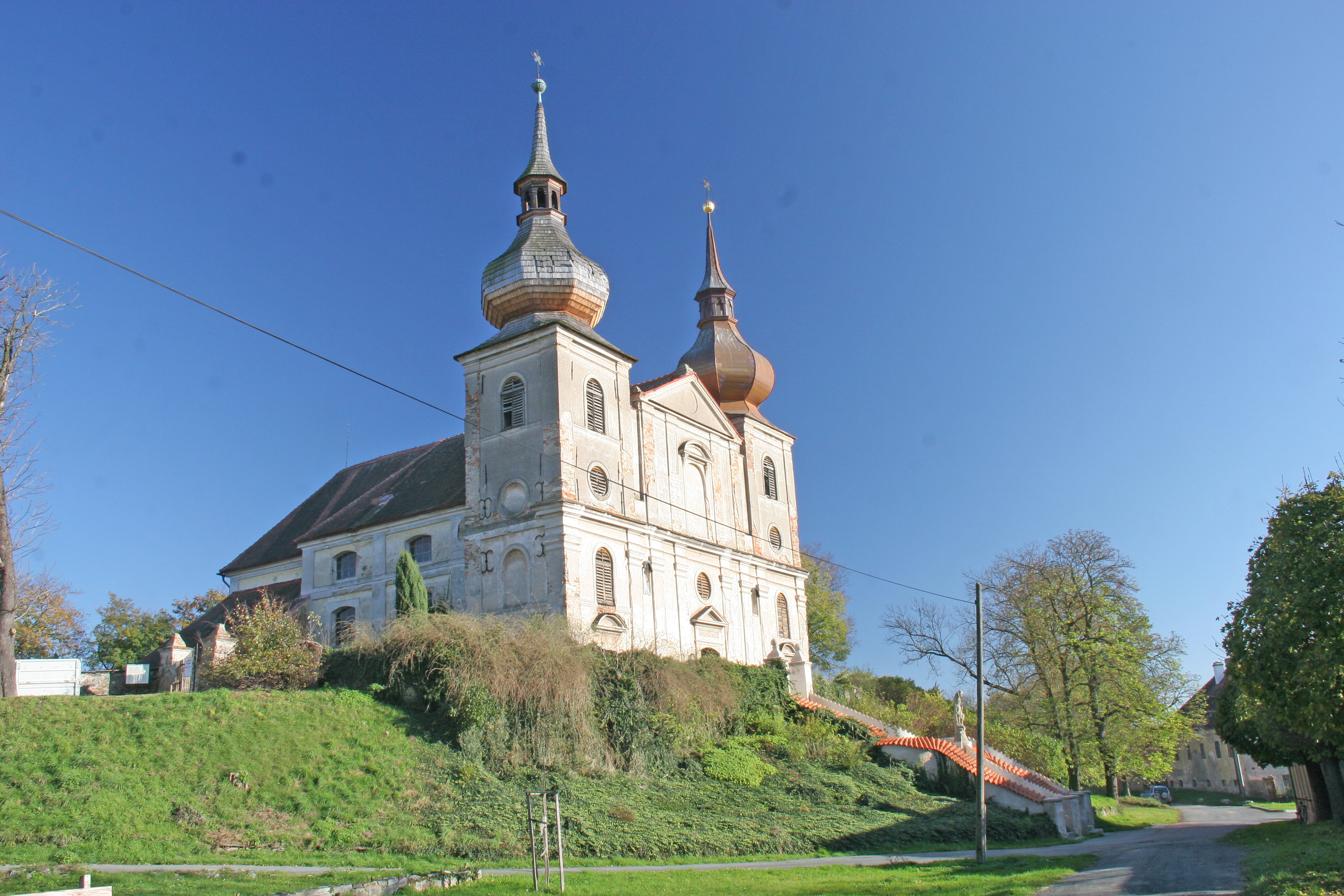
Kirche der hl. Dreifaltigkeit

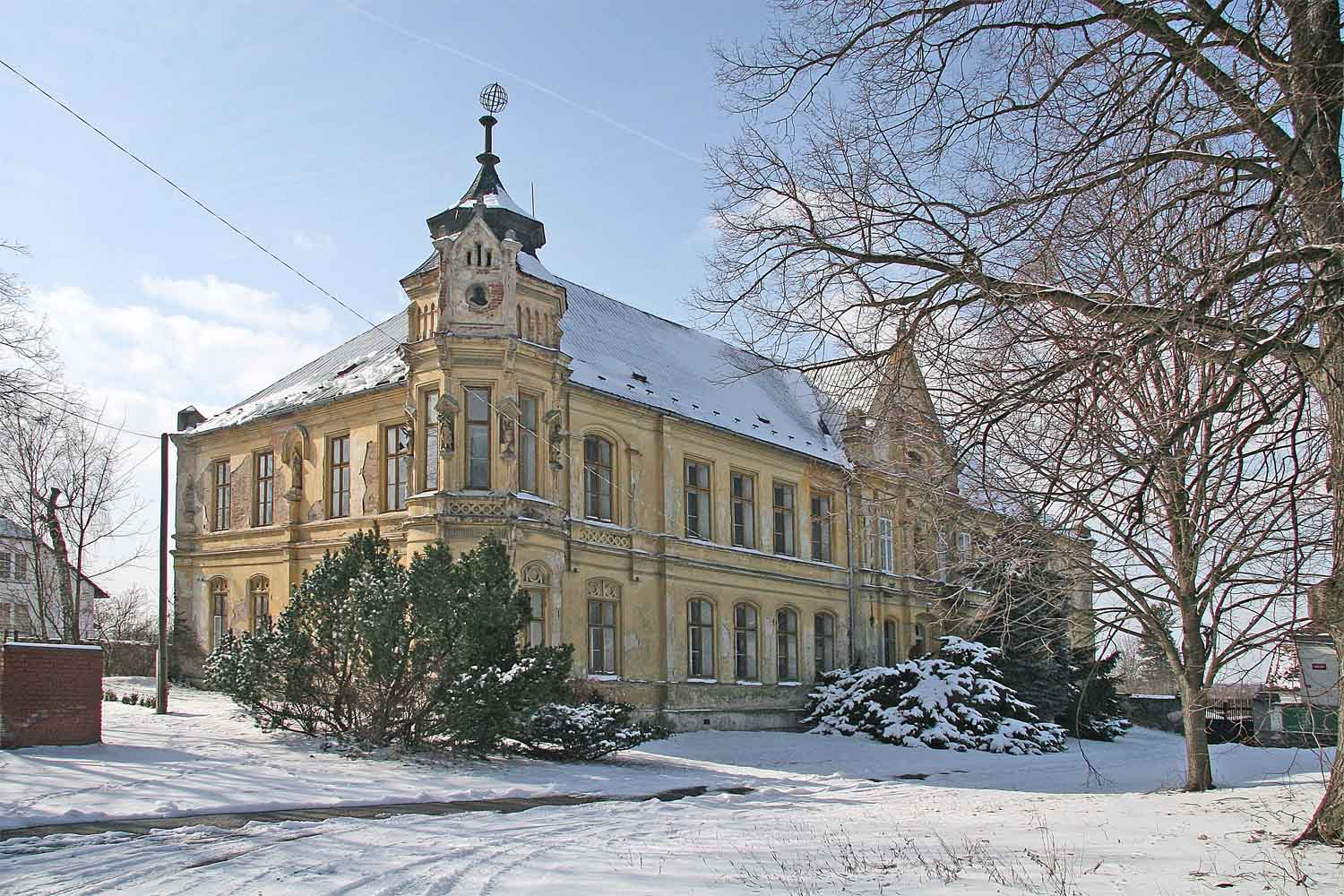
Schule

Zbyslav (deutsch  Sbislau) ist ein Ortsteil der Gemeinde Vrdy im Okres Kutná Hora in Tschechien. Er liegt sieben Kilometer nordöstlich von Čáslav.

## Geographie
Zbyslav befindet sich auf einem felsigen Rücken mit Gneisklippen zwischen der Doubrava und dem Starkočský potok in der Čáslavská kotlina (Czaslauer Becken). Der Ort wird von der zweitürmigen barocken Kirche der hl. Dreifaltigkeit überragt. Am Nordhang des Zbyslaver Hügels liegt das Naturdenkmal Zbyslavská mozaika.
Nachbarorte sind Zaříčany im Norden, Bílé Podolí und Semtěš im Nordosten, Bumbalka und Starkoč im Osten, Lovčice und Vinice im Südosten, Vrdy und Dolní Bučice im Süden, Horní Bučice im Südwesten, Polsko und Výčapy im Westen sowie Bojmany im Nordwesten.

## Geschichte
Zbyslav gehört zu den ältesten Orten der Region und wurde im Jahre 1131 in einer Urkunde des Bischofs Heinrich Zdik erstmals erwähnt. Im 12. Jahrhundert besaßen die Herren von Jezbořice den Hof Zbyslav. Zbyslav wurde im 13. Jahrhundert zu einem eigenständigen Gut, als Besitzer Feste ist seit 1267 Velislav von Zbyslav nachweislich. Ein Teil des Dorfes gehörte im 14. Jahrhundert zu den Besitzungen des Klosters Sedletz, gelangte aber wieder an weltliche Besitzer. Die erste Erwähnung einer Pfarrkirche erfolgte im Jahre 1352.
Ab 1655 gehörte Zbyslav dem Adam Jaroslaw Schafmann und ab 1676 dem Franz Bernhard von Wiežnik. Zum Ende des 17. Jahrhunderts erwarb Maximilian von Thun und Hohenstein das Gut Zbyslav mit den Dörfern Lovčice, Starkoč sowie Zaříčany und schlug es seiner Fideikommissherrschaft Žehušice zu. 1717 wurde die Pfarrei Starkotsch nach Sbislau verlegt.
Im Jahre 1840 bestand Zbislau beziehungsweise Zbislaw aus 71 Häusern, in denen 503 Personen lebten. Die linksseitig der Daubrawa gelegenen Häuser führten den Namen Polska. Unter herrschaftlichem Patronat standen die Pfarrkirche zur Heiligen Dreifaltigkeit und die zweiklassige Schule. Außerdem gab es im Ort einen herrschaftlichen Meierhof und eine Mühle, östlich des Dorfes befand sich ein herrschaftliches Jägerhaus. Vom ehemaligen Rittersitz war nur noch der Keller erhalten. Zbislau war Pfarrort für Witschap (Výčapy), Zařitschan (Zaříčany), Brambor, Semtiesch, Weißpodol, Kaukalka (Koukalka), Starkotsch und Lautschitz (Lovčice).
Nach der Aufhebung der Patrimonialherrschaften bildete Zbyslav eine Gemeinde im Gerichtsbezirk Časlau. Ab 1868 gehörte der Ort zum Bezirk Časlau.
Im Zuge der Gebietsreform von 1960 wurde der Okres Čáslav aufgehoben; Zbyslav wurde dem Okres Kutná Hora zugeordnet und nach Vrdy eingemeindet. Am 3. März 1991 hatte der Ort 227 Einwohner; beim Zensus von 2001 lebten in den 119 Wohnhäusern von Zbyslav 220 Personen.

## Ortsgliederung
Der Ortsteil Zbyslav besteht aus den Grundsiedlungseinheiten Polsko (Polska) und Zbyslav (Sbislau). Er bildet einen Katastralbezirk.

## Sehenswürdigkeiten
- Kirche der hl. Dreifaltigkeit, sie wurde 1692 für Bernhard von Wiežnik neu erbaut und war bis 1717 Filialkirche von Starkoč
- Grundschule
- Pfarrhaus
- Speicher
- Naturdenkmal Zbyslavská mozaika

## Söhne und Töchter des Ortes
- Karel Petr (1868–1950), Mathematiker